# Çanakkale (település)
Çanakkale Törökország azonos nevű tartományának székhelye, a Gallipoli-félszigettel szemben, a Dardanellák anatóliai partján fekszik. Az első világháborúban fontos szerephez jutott a Dardanellák ostromakor, majd később a függetlenségi harcok során is.

## Története
Çanakkale története több mint 5000 évre nyúlik vissza, az ókorban Hellészpontosz néven ismerték (a Dardanellák neve). A város óratornyát 1897-ben építtette egy olasz kereskedő, Emili Vitali. A vidék adott otthont egykor Trója városának.